# Cena regulowana
Ceny regulowane – jedna z form ustalania cen sprzedaży produktów dostępnych na rynku w drodze urzędowej regulacji, gdzie cena pozostająca pod kontrolą państwa, które poprzez system przepisów prawnych uniemożliwia dostosowanie cen określonego towaru lub grupy towarów do poziomu cen rynkowych.

## Ceny regulowane w czasachPRL
Dekretem z dnia 3 czerwca 1953 r. (Dz. U., nr 31, poz. 122, z póz. zm.) została powołana Państwowa Komisja Cen przy Radzie Ministrów. Do zakresu działania Komisji należało: prowadzenie prac związanych z ustaleniem cen poszczególnych artykułów i elementów składowych cen skupu, marż detalicznych i hurtowych; opracowywanie projektów aktów prawnych o charakterze branżowym, regulujących zasady i tryb ustalania cen; udzielanie pomocy jednostkom resortowym, gospodarczym; opiniowanie zasad i stawek rozliczeń ze Skarbem Państwa; przeprowadzanie analiz funkcjonowania systemu cen; udzielanie informacji, wyjaśnień i opinii o cenach poszczególnych artykułów; kontrola.
Państwowa Komisja Cen została zlikwidowana w 1982 r. na podstawie ustawy z dnia 26 lutego 1982 r. (Dz. U. nr 82, poz. 753) w ramach reformy cenowej. Zgodnie z ustawą o cenach z 26 lutego 1982 r. cenami regulowanymi były ceny ustalane przez sprzedawców i ich zrzeszenia na podstawie zasad określonych przez właściwe organy administracji państwowej. W miejsce likwidowanej komisji powstał Urząd Cen. Urząd Cen przejął zadania Państwowej Komisji Cen. W ramach Urzędu działała Inspekcja Cen. Ministra do Spraw Cen wspierała Rada do Spraw Cen w skład której wchodzili przedstawiciele związków zawodowych i organizacji. W 1985 r. na podstawie ustawy z dnia 12 listopada 1985 r. zniesiono Urząd Ministra Cen. Jego kompetencje przejęło Ministerstwo Finansów.